# Canal Cocina
Canal Cocina é um canal de televisão por assinatura espanhol, de propriedade da AMC Networks International Southern Europe. O canal é dedicado exclusivamente à culinária, mostrando a preparação de vários pratos por diferentes chefs ou restaurates espanhóis e estrangeiros.

## História
Em 1º de abril de 1998, o Canal Cocina iniciou suas transmissões na Vía Digital, que o canal apresentou dias após sua estreia, em 22 de abril de 1998.
O canal estava na plataforma de IPTV da Movistar, Movistar TV, desde os testes que foram realizados em 2002 em toda a Espanha para testar o serviço.
Em 1 de julho de 2002, o canal foi incluído no pacote de televisão Euskaltel.
O canal também foi incorporado ao Digital+ desde a sua criação, com a fusão da Vía Digital (onde anteriormente transmitia) e o Canal Satélite Digital.
Em 1º de agosto de 2005, o Canal Cocina chegou à oferta do canal Telecable.
Em junho de 2017, o canal começou a transmitir em tecnologia 4K UHD.

## Conteúdo
A oferta do canal é diversificada e vai da cozinha tradicional à cozinha em miniatura, passando por reportagens sobre temas como o queijo ou a vinificação .